# Nevado

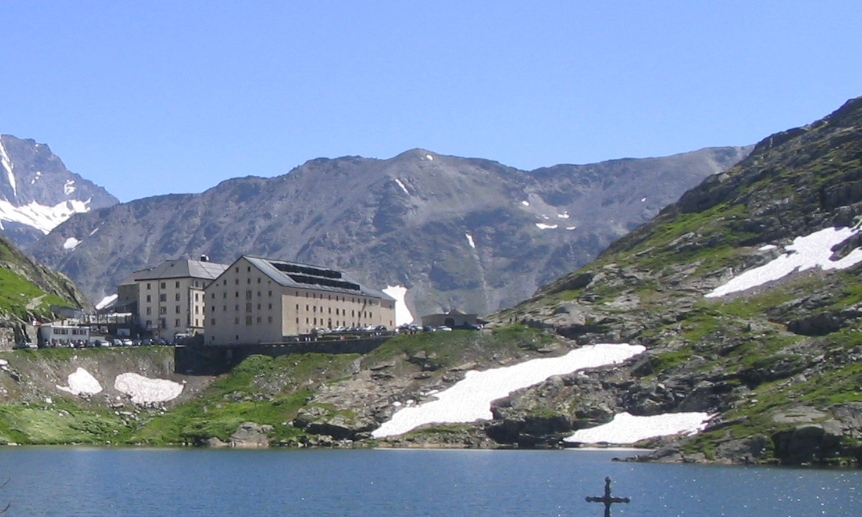
Nevados perto do col du Grand-Saint-Bernard, nos Alpes

Um nevado (também se usa o termo em francês, névé) é uma acumulação de neve que pode perdurar acima do limite de neves eternas e mesmo durante parte do verão. Os nevados podem estar na origem dos glaciares.

No inverno, a neve acumula-se sobre toda a montanha (1). Logo que se derrete na primavera ou verão, a parte protegida pelo relevo do terreno não derrete tão depressa como o resto e cria um nevado (2)

Uma orientação ou um relevo particular do terreno permite a sua formação. Ao contrário do que sucede com os glaciares, os nevados não têm carácter permanente. Em certas épocas e lugares de sombra podem durar vários anos e, às vezes derretem e desaparecem nos meses de verão.
Têm movimento ou fluxo de neve por força da gravidade. Existe nos nevados uma área específica de fusão ou de acumulação. Os cristais de neve, que inicialmente têm forma hexagonal, ao não se fundirem acumulam-se em camadas de certa espessura cuja pressão, nas zonas inferiores, origina uma alteração nos cristais de neve que se transformam em agregados arredondados com um diâmetro de 3 a 4 mm e uma densidade de 0,702, constituindo um nevado.
Alguns nevados são restos congelados de antigos glaciares que ocupavam os vales de montanhas de clima temperado. Em zonas tropicais e equatoriais não existem, senão poucos nevados, e mesmo desses alguns estão prestes a desaparecer. Um desses casos é o do Kilimanjaro, na Tanzânia. O seu cume é ocupado por uma tampa de nevado que perdeu, desde 1900, 85% do seu volume. Espera-se que desapareça na totalidade na década de 2010.
Os nevados são muito comuns nos Pirenéus e nos Alpes. Devido ao efeito de fundição do dia e de congelação da noite que ocorre no verão no meio destas montanhas, a sua superfície torna-se muito escorregadia, e se, além disso, o nevado está inclinado, pode ser impossível de andar.

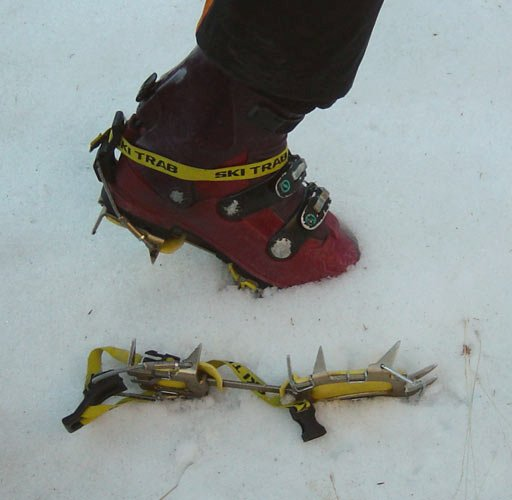
Os nevados não são seguros e deve-se usar crampons se for necessário atravessá-los

A aparência inofensiva dos nevados provoca vários acidentes graves, como quedas nas atividades de montanha, sobretudo no verão, que é também quando são mais frequentados. O material necessário para um atravessamento seguro consiste em botas de montanhismo equipadas com crampons (pitões ou espetos).